# Valentino Knowles
Valentino S. Knowles (ur. 16 sierpnia 1988) – bahamski bokser, srebrny medalista igrzysk panamerykańskich.
W 2011 reprezentował Bahamy na Mistrzostwach Świata w Baku. Przegrał w pierwszej walce z Indonezyjczykiem Manojem Kumarem.
Trzy tygodnie później wystąpił  w Igrzyskach Panamerykańskich w Gudalajarze zdobywając srebrny medal w wadze lekkopółśredniej. Pokonał Luisa Amadora (Nikaragua), Fabiana Maidanę z Argentyny a w półfinale Yoelvisa Hernándeza z Wenezueli. W finale przegrał z Kubańczykiem Ronielem Iglesiasem.